# Scaptomyza pygaea
Scaptomyza pygaea är en tvåvingeart som beskrevs av Tsacas 1990. Scaptomyza pygaea ingår i släktet Scaptomyza och familjen daggflugor. Inga underarter finns listade i Catalogue of Life.